# Prednja mozgovna arterija
Prednja mozgovna arterija (lat. arteria cerebri anterior) je parna krvna žila u glavi, jedna od dvije završne grane nutarnje arterije glave (lat. arteria carotis interna). Prednja mozgovna arterija oksigeniranom krvlju opskrbljuje velik mozak (točnije dijelove čeonog i tjemenog režnja).
Lijeva i desna prednja mozgovna arterija dio su Willisovog arterijskog prstena, a povezane su međusobno prednjom spojnom arterijom (lat. arteria communicans anterior).
Prednja mozgovna arterija daje sljedeće ogranake (prema segmentima):
- A1 segment:
  - lat. arteria anteromedialis cetralis
  - prednja spojna arterija (lat. arteria communicans anterior).
- A2 segment:
  - lat. arteria striata anterior - Heubnerova arterija,
  - lat. arteria orbitofrontalis
  - lat. arteria frontopolaris
- A3 segment:
  - lat. arteria callosomarginalis (završna grana, koja ponekad nije prisutne te dolje navedenu ogranci polaze od perikalozne arterije)
    - lat. rami forntalis interni anteriores,
    - lat. rami forntalis interni medii
    - lat. rami forntalis interni posteriores
    - lat. ramus paracentralis
    - lat. ramus precunealis
    - lat. ramus parietoccipitalis

  - lat. arteria pericallosa (završna grana)
    - lat. arteria parietalis superior
    - lat. arteria parietalis inferior
    - lat. arteria precunealis
- u A4 i A5 segment odvajaju se male suprakalozalne arterije (lat. arteriae supracallosales)